# HSCSD
HSCSD (ang. High Speed Circuit Switched Data) – technologia używana w sieci GSM do przesyłania danych. Telefon komórkowy stosujący ten model transmisji może odbierać dane z maksymalną prędkością 57.6 kb/s a nadawać z prędkością 14.4 kb/s. 
Podczas przesyłania danych, używane są te same kanały radiowe, które mogą być użyte podczas transmisji głosu. Kanały te zajęte są cały czas podczas nawiązanego połączenia, również gdy transmisja się nie odbywa (np. użytkownik zapoznaje się z treścią strony WAP) – opłata pobierana jest więc za czas aktywności połączenia, a nie za ilość faktycznie przesłanych danych. Sposób transmisji oparty jest na wcześniejszej technologii CSD, ale poprawiony został sposób kodowania, dzięki czemu w jednym kanale można przesyłać 14.4 kb/s (w porównaniu do 9.6 kb/s w technologii CSD), a dodatkowo do transmisji danych ze stacji bazowej do telefonu komórkowego system może użyć od jednego do czterech kanałów, co daje maksymalną prędkość transmisji 57.6 kb/s (4*14.4 kb/s). 
Mimo że HSCSD jest dużym technologicznym krokiem naprzód w porównaniu z technologią CSD, posiada kilka znaczących ograniczeń:
- kanały zajęte są cały czas podczas połączenia, nawet gdy w danym momencie dane nie są przesyłane,
- do osiągnięcia maksymalnej prędkości przesyłania danych w stronę telefonu system zajmuje aż 4 kanały, które mogłyby być użyte do zestawienia rozmów.

Takie nieoptymalne użycie zasobów sieciowych ma wpływ na koszt tej usługi i sprawia, że nie zdobyła ona zbyt dużej 
popularności w konfrontacji z technologiami związanymi z pakietowym przesyłaniem danych (w których abonent płaci tylko za faktycznie przesłane dane i zajmuje zasoby sieciowe tylko w momencie ich przesyłania), na przykład GPRS. 
Nowe wersje specyfikacji 
przewidują także współpracę technologii HSCSD z sieciami wspomagającymi transmisję EDGE za pomocą modulacji 8-PSK (co znacząco poprawi szybkość transmisji), a także z sieciami UMTS.

## Szczegóły techniczne

### Interfejs radiowy

Idea szczelin czasowych w GSM

Do transmisji danych w trybie HSCSD wykorzystuje się stacje bazowe używane w GSM do przesyłania głosu. Każda ze stacji nadaje i odbiera na kilku (kilkunastu) częstotliwościach (zawsze mamy do czynienia z parami częstotliwości: w każdej parze na jednej częstotliwości nadają telefony komórkowe, a na drugiej stacja bazowa). Na każdej z częstotliwości cyfrowa transmisja odbywa się w 8 cyklicznie powtarzających się 
szczelinach czasowych. W GSM każdej rozmowie przyporządkowana jest jedna szczelina czasowa. 
W pierwszej szczelinie czasowej przez około 0,577 ms przesyłane są bity związane z pierwszą rozmową, w drugiej szczelinie z drugą rozmową, ..., w ósmej szczelinie z ósmą rozmową. Potem znowu następuje transmisja związana z pierwszą rozmową, 
itd.
Dla potrzeb transmisji danych za pomocą technologii HSCSD, system może zająć od jednej do czterech szczelin czasowych na częstotliwości 
na której nadaje stacja bazowa i jedną szczelinę na częstotliwości na której nadaje telefon komórkowy. 
Dzięki modulacji GMSK w jednej szczelinie czasowej można przesyłać dane z prędkością 33.8 kb/s. Transmisja 
bezprzewodowa narażona jest na zakłócenia, dlatego stosując kodowanie charakterystyczne dla HSCSD w ciągu sekundy wysyła się tylko 14.4 
kb danych, a pozostałe bity używane są do sprawdzania poprawności otrzymanej informacji i ewentualnej korekcji błędów.

### Przesyłanie danych wewnątrz sieci
Na czas połączenia utworzonego w celu przesyłania danych, w sieci następuje taka sama komutacja łączy jak w przypadku zwykłej rozmowy. Jeśli do transmisji danych w łączu w dół system używa kilku szczelin czasowych, do przesyłania danych pomiędzy kontrolerem stacji bazowej, a stacją bazową zostanie użytych kilka linków (z których każdy zwykle obsługuje jedną rozmowę i charakteryzuje się przepływnością 16 kb/s).